# Ampfer
Ampfer (Rumex, veraltet auch Mönchsrhabarber), schweizerdeutsch Blacken, ist eine Pflanzengattung aus der Familie der Knöterichgewächse (Polygonaceae).
Die Gattung kommt mit etwa 130 Arten meist in den gemäßigten Regionen der Nordhalbkugel vor. Die Arten sind zum Teil nur schwer zu unterscheiden, da zu einer genauen Bestimmung sowohl Blüten als auch Früchte und grundständige Laubblätter nötig sind. So unterscheidet sich der Wasser-Ampfer vom Teich-Ampfer nur durch das Fehlen der Schwielen an den Perigonblättern und im Verbreitungsgebiet, das auch in die Bergregionen hinaufreicht. 

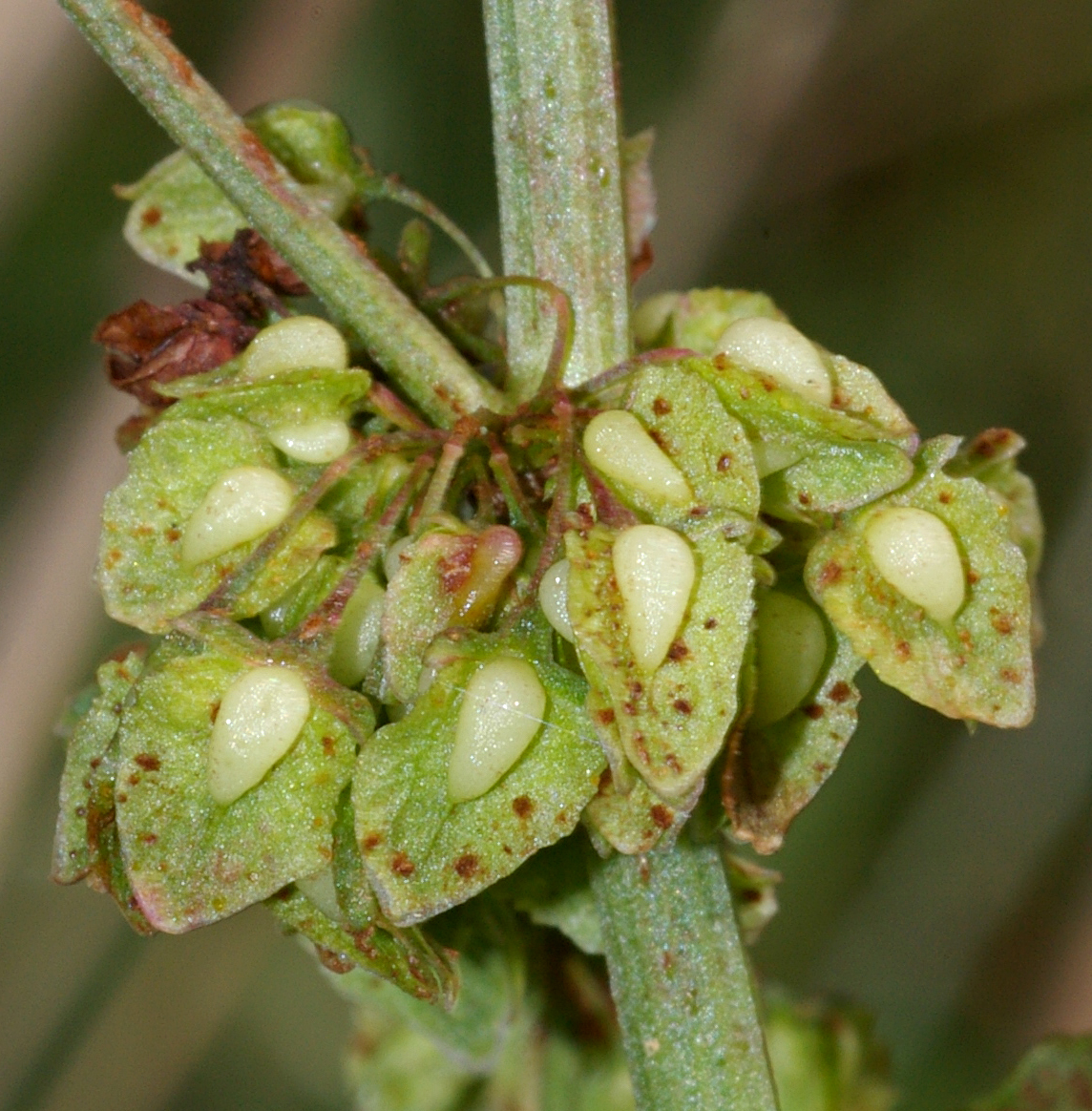
Valven mit deutlichen, hier noch weißlichen Schwielen beim Krausen Ampfer (Rumex crispus)

## Beschreibung
Ampfer sind meist ausdauernde krautige Pflanzen, seltener sind es einjährige Arten oder Sträucher. Die Stängel sind aufrecht, selten aufsteigend oder niederliegend; sie sind verzweigt. Die Laubblätter sind grundständig und wechselständig; sie sind ganzrandig oder am Rand wellig. Die Ochrea ist zylindrisch und häutig. Der Blütenstand ist gewöhnlich endständig, manchmal auch endständig und achselständig; er ist eine Traube oder eine Rispe. Der Blütenstiel ist gegliedert. Die Blüten sind zwittrig oder eingeschlechtig. Die Blütenhülle besteht aus 6 Perigonblättern, die zur Fruchtzeit noch vorhanden sind und dann vergrößert sein können. Es sind sechs Staubblätter und drei Griffel vorhanden; die Narbe ist federig. Die Früchte sind dreikantig und eiförmig oder ellipsoidisch.
Die Rumex-Arten sind unter anderem durch folgende charakteristische Merkmale gekennzeichnet:
- Als Valven werden die drei inneren Perigonblätter bezeichnet, welche an der Frucht erhalten bleiben und diese einhüllen.
- Als Schwiele bezeichnet man knotig-harte, knorpelähnliche Verdickungen an den Valven. Je nach Art können nur einzelne oder alle Valven gleichmäßig oder auch ungleichmäßig mit Schwielen versehen sein. Die Schwielen können auch ganz fehlen.

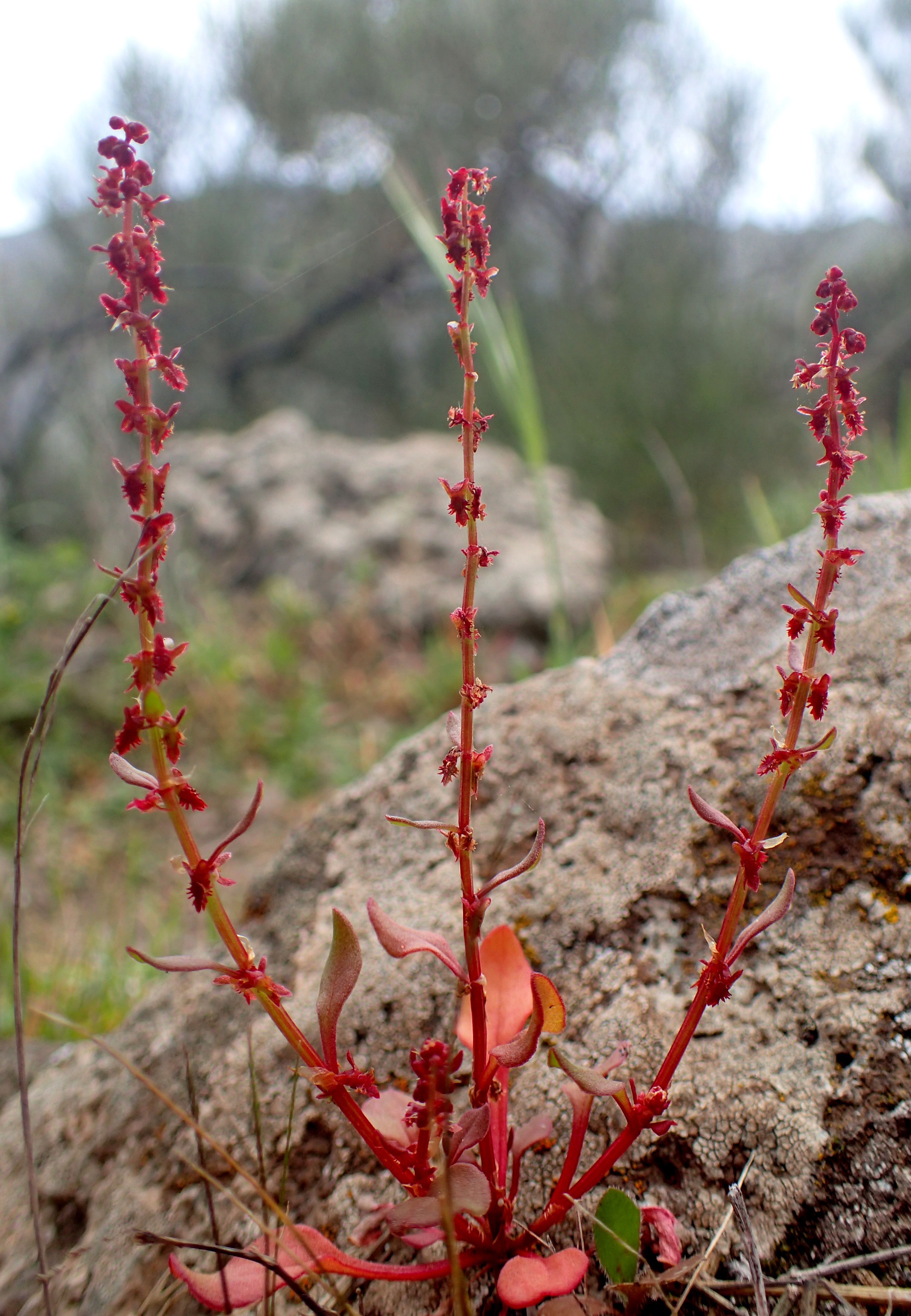
Stierkopf-Ampfer (Rumex bucephalophorus)

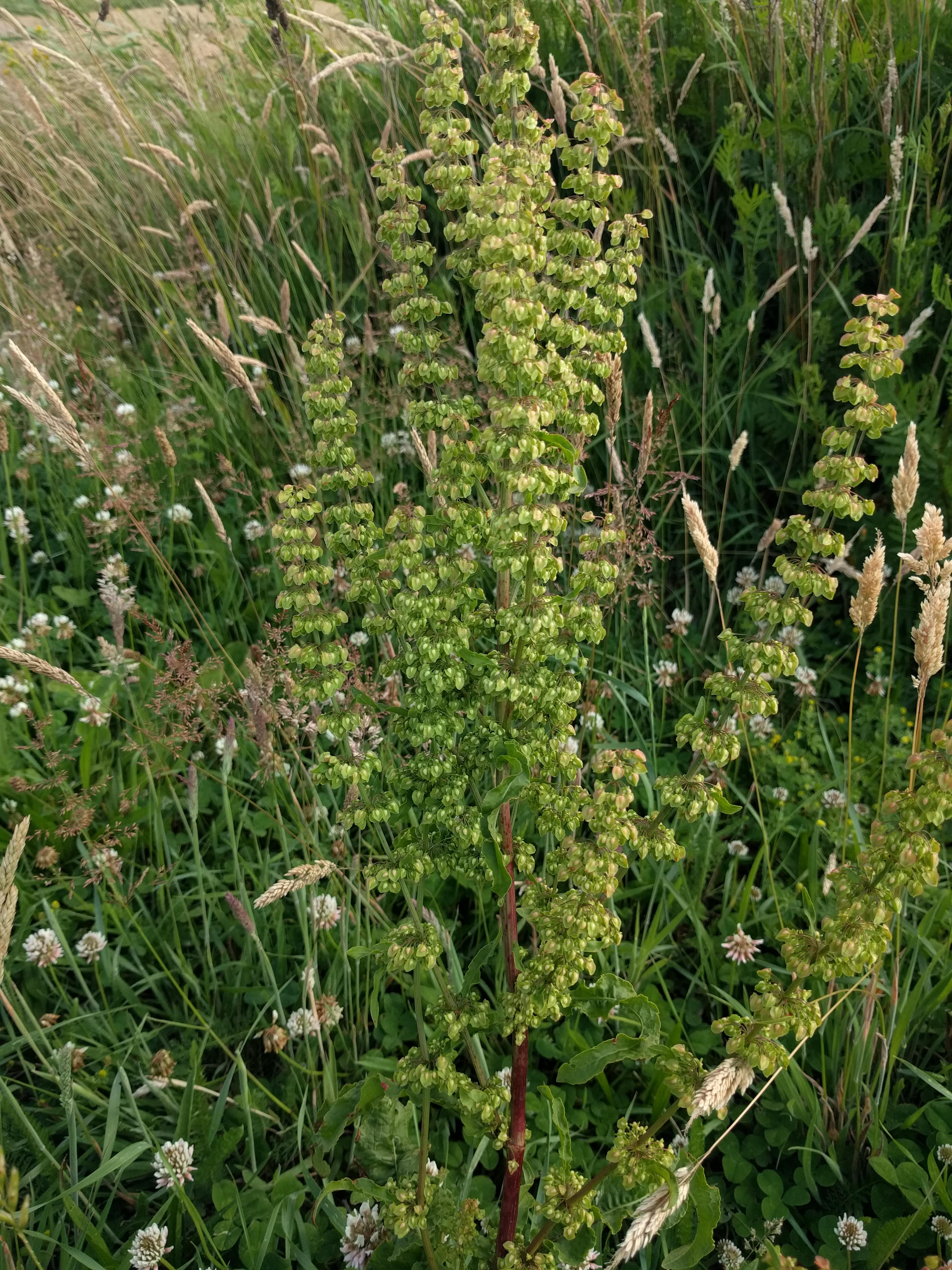
Krauser Ampfer (Rumex crispus)

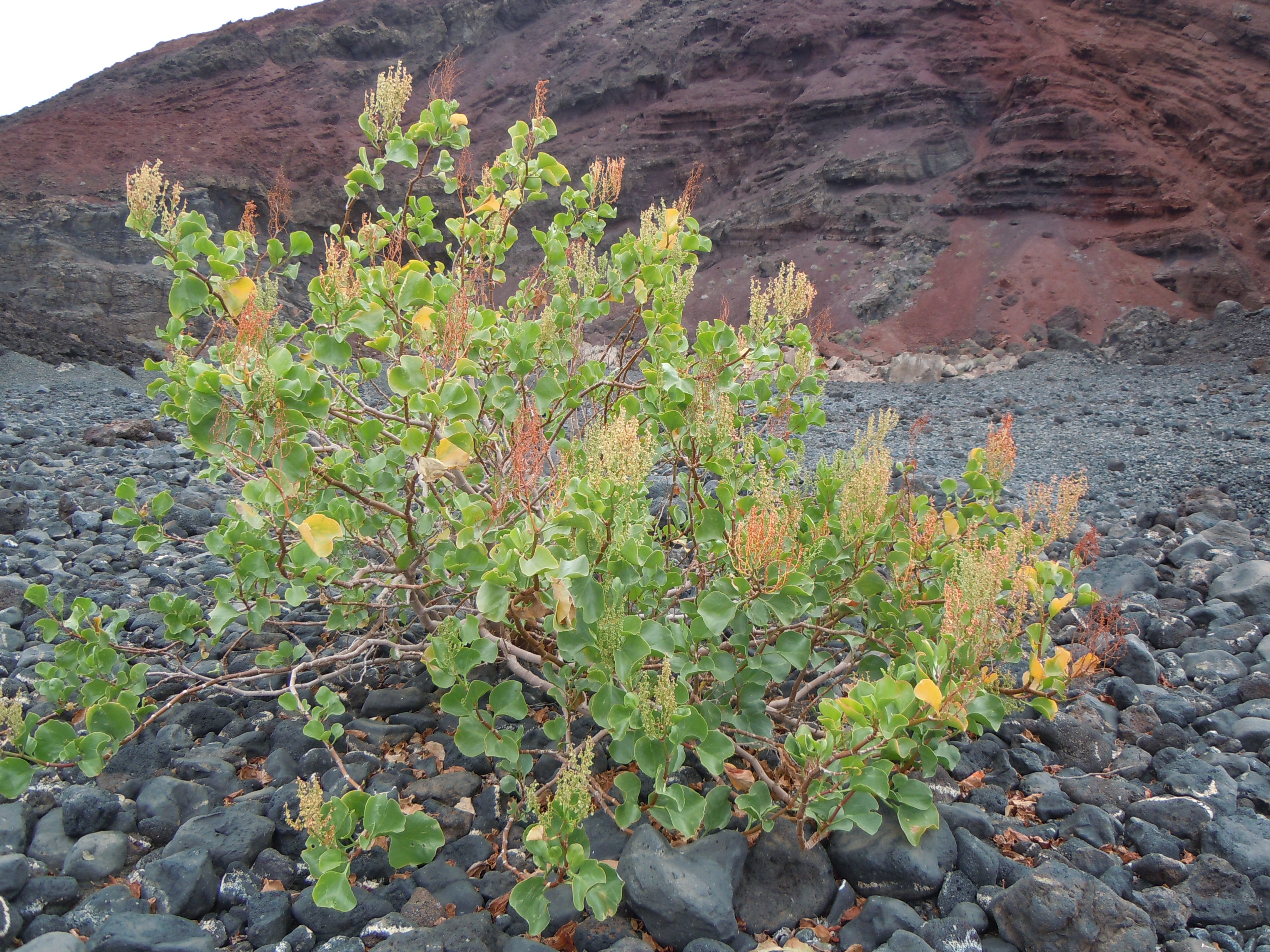
Kanaren-Ampfer (Rumex lunaria)

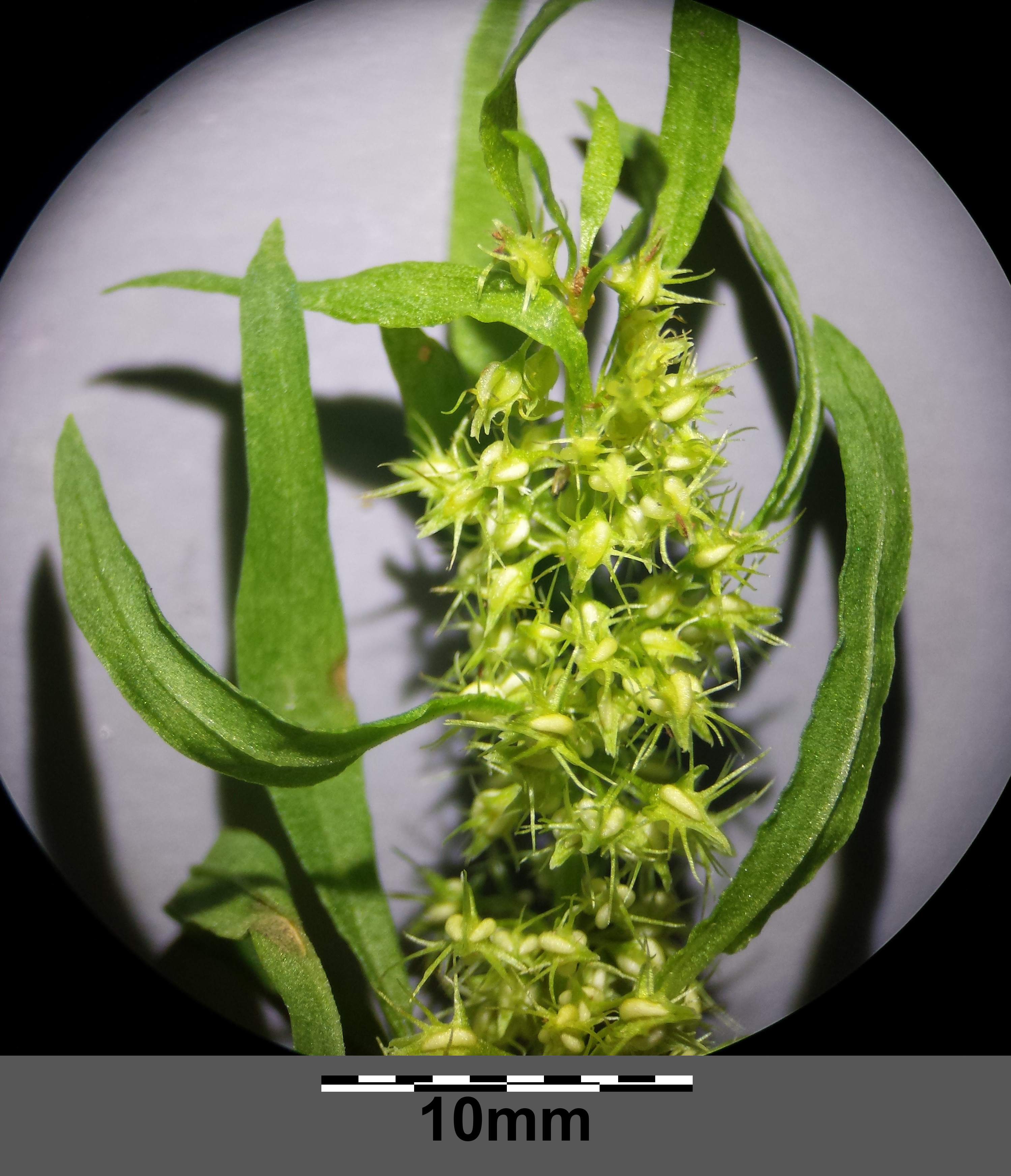
Ufer-Ampfer (Rumex maritimus)

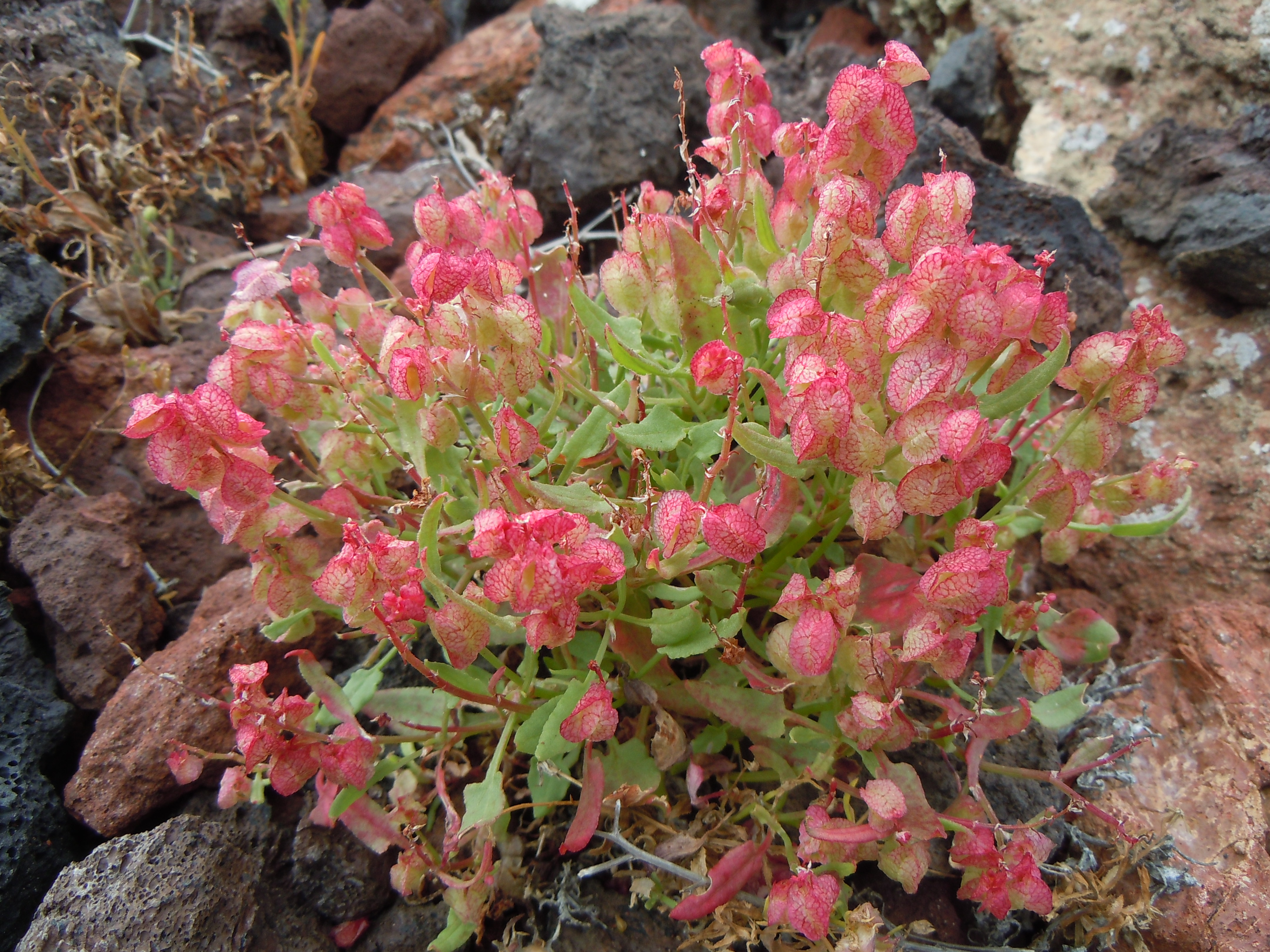
Rumex vesicarius auf Lanzarote

## Systematik und Verbreitung
Hier eine Auswahl von Arten der Gattung Ampfer (Rumex L.):
- Wiesen-Sauerampfer (Rumex acetosa L.)
- Kleiner Sauerampfer (Rumex acetosella L.)
- Berg-Sauerampfer ( Rumex alpestris Jacq., Syn.: Rumex arifolius All.)
- Alpen-Ampfer, Alpen-Mönchsrhabarber (Rumex alpinus L.)
- Wasser-Ampfer, Wasser-Mönchsrhabarber (Rumex aquaticus L.)
- Stierkopf-Ampfer (Rumex bucephalophorus L.): Er kommt ursprünglich vor in Makaronesien, Nordafrika, Portugal, Spanien, Frankreich, Italien, Kroatien, Albanien, Griechenland, in der Türkei, in Zypern, Syrien, im Libanon, in Israel und auf der Sinaihalbinsel.[1]
- Gedrungener Ampfer (Rumex confertus Willd.): Er kommt in Italien, Ungarn, in der Slowakei, im Baltikum, in Belarus, in der Ukraine, in Rumänien, in Kasachstan, in Sibirien, im fernöstlichen asiatischen Russland und in Xinjiang vor.[1]
- Knäuel-Ampfer (Rumex conglomeratus Murray)
- Krauser Ampfer (Rumex crispus L.)
- Fluss-Ampfer (Rumex hydrolapathum L.)
- Gemüse-Ampfer (Rumex longifolius DC.): Er kommt in Nord-, Mittel-, Ost- und Südwesteuropa, im Kaukasusraum, in Sibirien, China und Japan vor.[1]
- Kanaren-Ampfer (Rumex lunaria L.)
- Ufer-Ampfer oder Strand-Ampfer (Rumex maritimus L.)
- Schnee-Ampfer, Schnee-Sauerampfer (Rumex nivalis Hegetschw.)
- Stumpfblatt-Ampfer (Rumex obtusifolius L.)
- Sumpf-Ampfer (Rumex palustris Sm.)
- Garten-Ampfer, Echter Mönchsrhabarber (Rumex patientia L.): Er kommt ursprünglich in Mittel-, Ost- und Südosteuropa, in Westasien, im Kaukasusraum, in Zentralasien, in Indien, Pakistan, Nepal, in Sibirien, in China, der Mongolei und im ostasiatischen Russland vor.[1]
- Schöner Ampfer (Rumex pulcher L.): Er kommt ursprünglich in Europa nördlich bis Großbritannien vor, in Nordafrika, in Makaronesien, in Westasien, im Kaukasusraum und in Zentralasien vor.[1] In Australien, Nordamerika, Mexiko, Kuba und Südamerika ist er ein Neophyt.[1]
- Tanger-Ampfer (Rumex roseus L., Syn.: Rumex tingitanus L.): Er kommt in Portugal, Spanien, Frankreich, Marokko, Algerien, Tunesien, Libyen, Israel und Jordanien vor.[1]
- Hain-Ampfer, Blut-Ampfer (Rumex sanguineus L.)
- Schild-Ampfer, Schild-Sauerampfer (Rumex scutatus L.)
- Schmalblatt-Ampfer (Rumex stenophyllus Ledeb.): Er kommt vor in Mittel-, Ost- und Südosteuropa, in Zentralasien, in China und in der Mongolei.[1]
- Straußblütiger Sauerampfer (Rumex thyrsiflorus Fingerh.)
- Weidenblatt-Ampfer (Rumex triangulivalvis (Danser) Rech.f.): Er kommt ursprünglich in Kanada und in den Vereinigten Staaten vor.[1]
- Indischer Sauerampfer (Rumex vesicarius L.): Er kommt in Nordafrika, in Griechenland, Westasien, in Indien und auf der Malaiischen Halbinsel vor.

## Inhaltsstoffe
Der Wert der Ampfer-Arten als Futterpflanze ist in der Regel gering. Da sie als Inhaltsstoff Oxalsäure besitzen, können sie bei Aufnahme von großen Mengen beim Wiederkäuer und beim Pferd zu Vergiftungserscheinungen führen. Vergiftungsgrund ist eine Senkung des Blut-Kalziumspiegels.

## Verwendung
Viele Ampfer-Arten dienen als Zutat für aromatische Salate, Kräuterquark und Kräutersuppen. Sie enthalten im Allgemeinen eine nennenswerte Menge von Vitamin A und C.
Ampfer kann auch in Butter angedünstet werden. Wird Ampfer wie Spinat oder Mangold gekocht, sollte ein emaillierter Topf verwendet werden, da blanke Stahl- und Aluminiumtöpfe mit der Oxalsäure reagieren und einen metallischen Beigeschmack verursachen können.
Ampferarten wie Wasser-Ampfer und Fluss-Ampfer wurden früher als Heilpflanze gegen Geschwüre eingesetzt. Ampfersamen wurde eine Wirkung bei Dysenterie, Magenleiden und Ekel vor Speisen sowie gegen Skorpiongift zugeschrieben. Präparate aus der Wurzel sollten unter anderem hilfreich bei Ausschlägen, Drüsenschwellungen und Zahnschmerzen sowie Geschwüren am Ohr sein. Ampfer (lateinisch früher auch Lapathum (acutum) genannt) galt zudem als juckreizlindernd und wirksam gegen Gelbsucht.

## Bekämpfung
Zur Bekämpfung von Ampfer-Arten kann eine Ampfergabel nützlich sein.

## Galerie

Gemüse-Ampfer (Rumex longifolius)
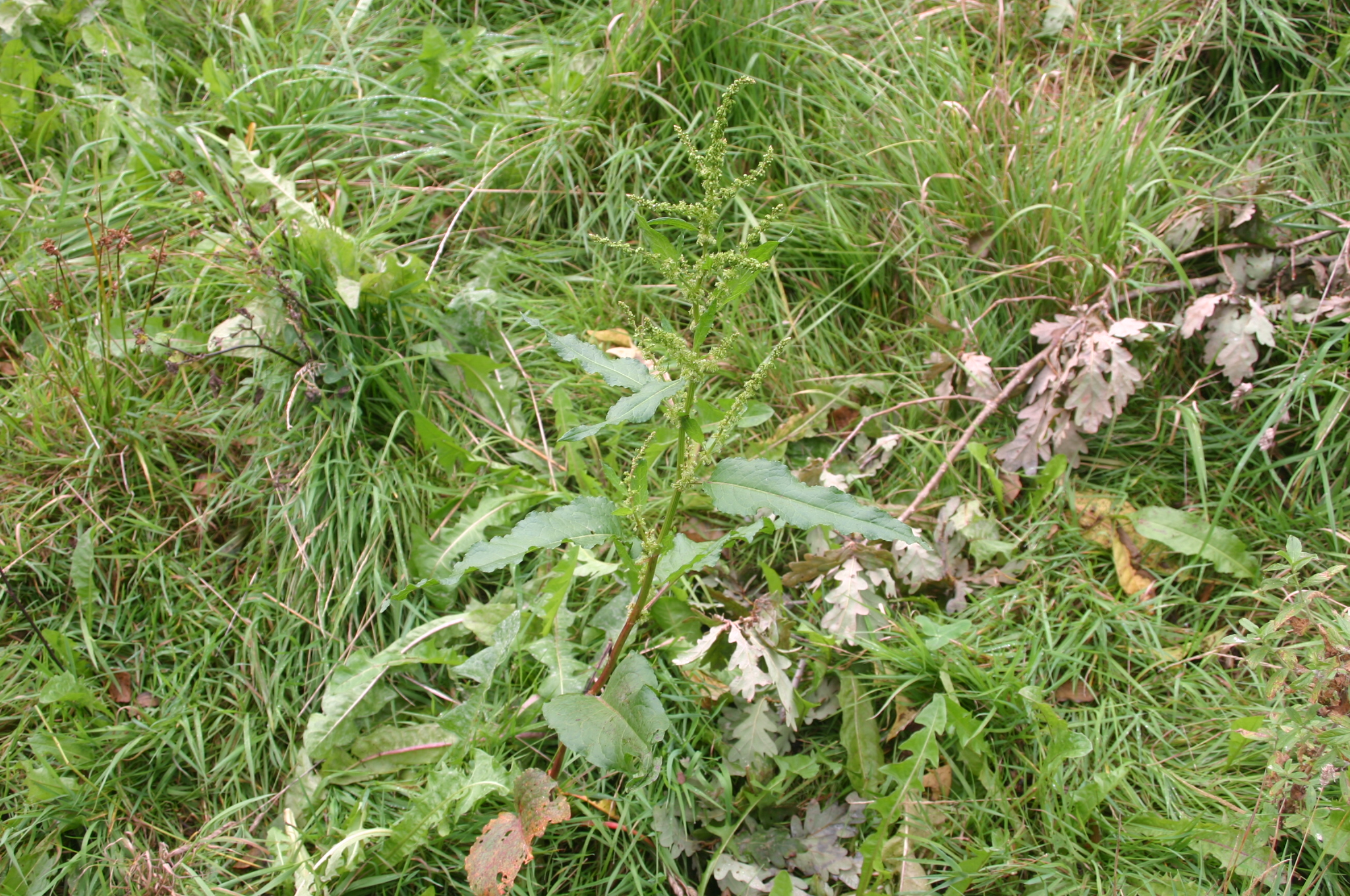
Gemüse-Ampfer (Rumex longifolius)
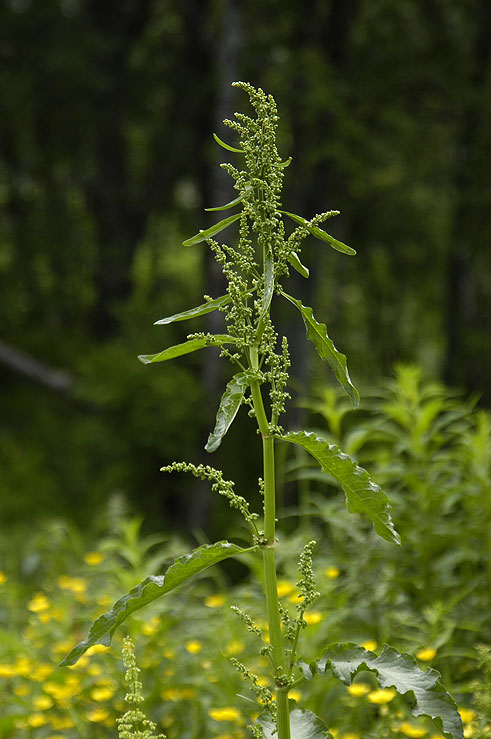
Gemüse-Ampfer (Rumex longifolius)
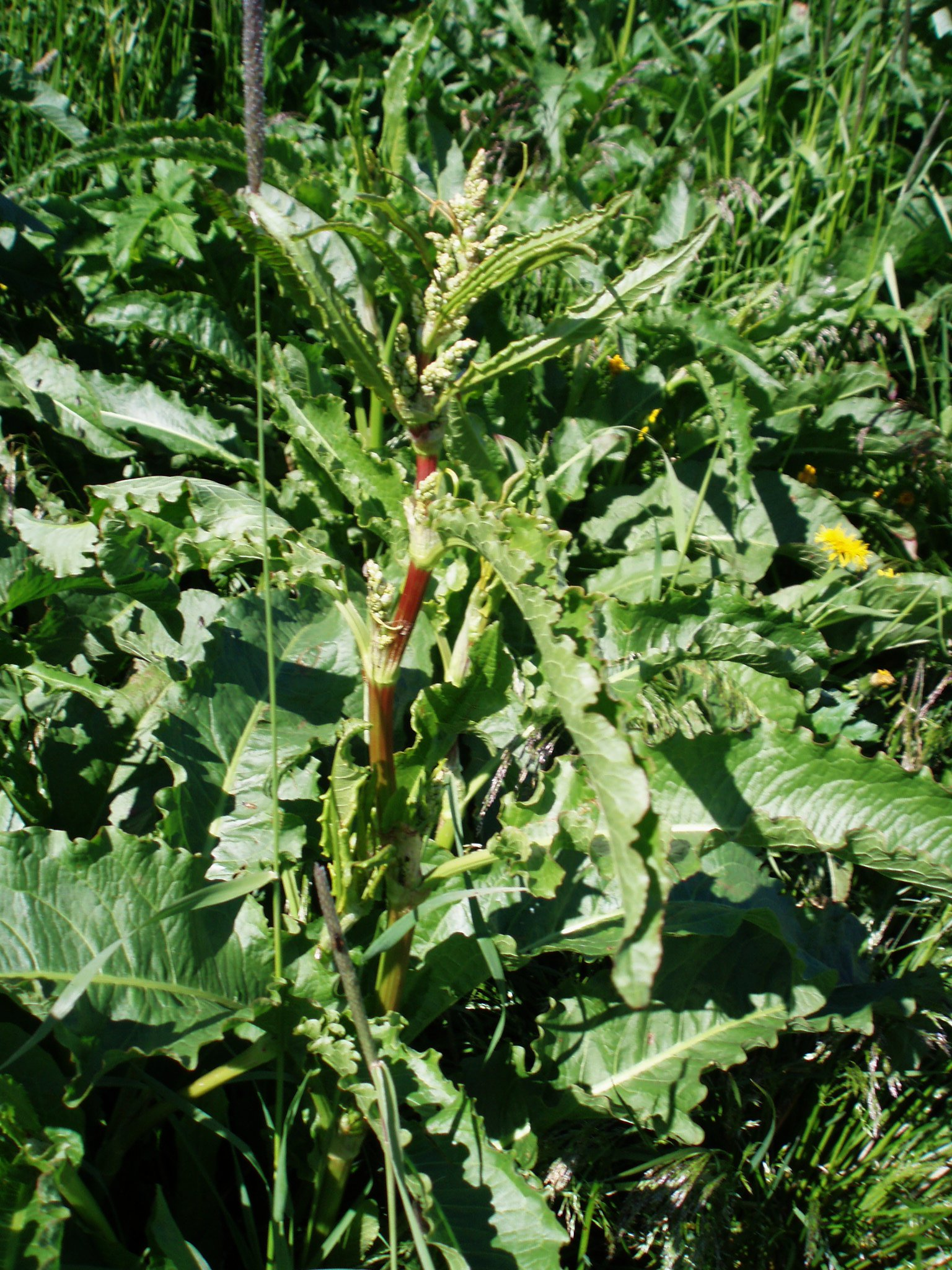
Gemüse-Ampfer in Island (Rumex longifolius)
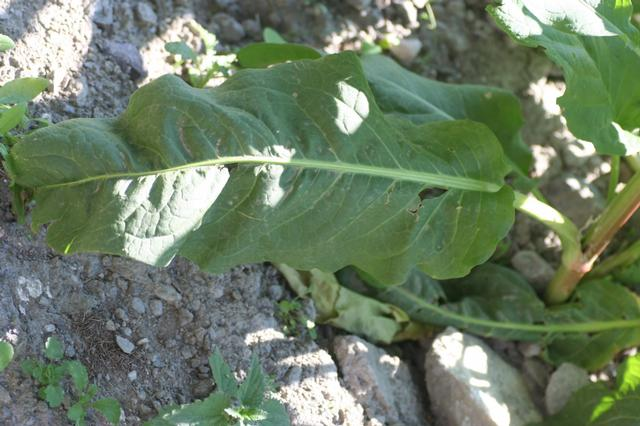
Gemüse-Ampfer in Frankreich (Rumex longifolius)
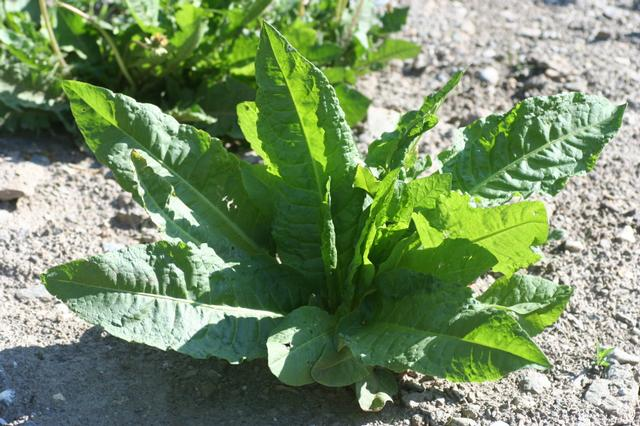
Gemüse-Ampfer in Frankreich (Rumex longifolius)
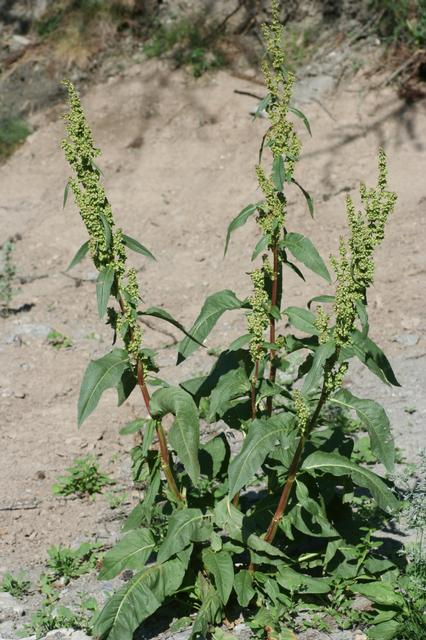
Gemüse-Ampfer in Frankreich (Rumex longifolius)
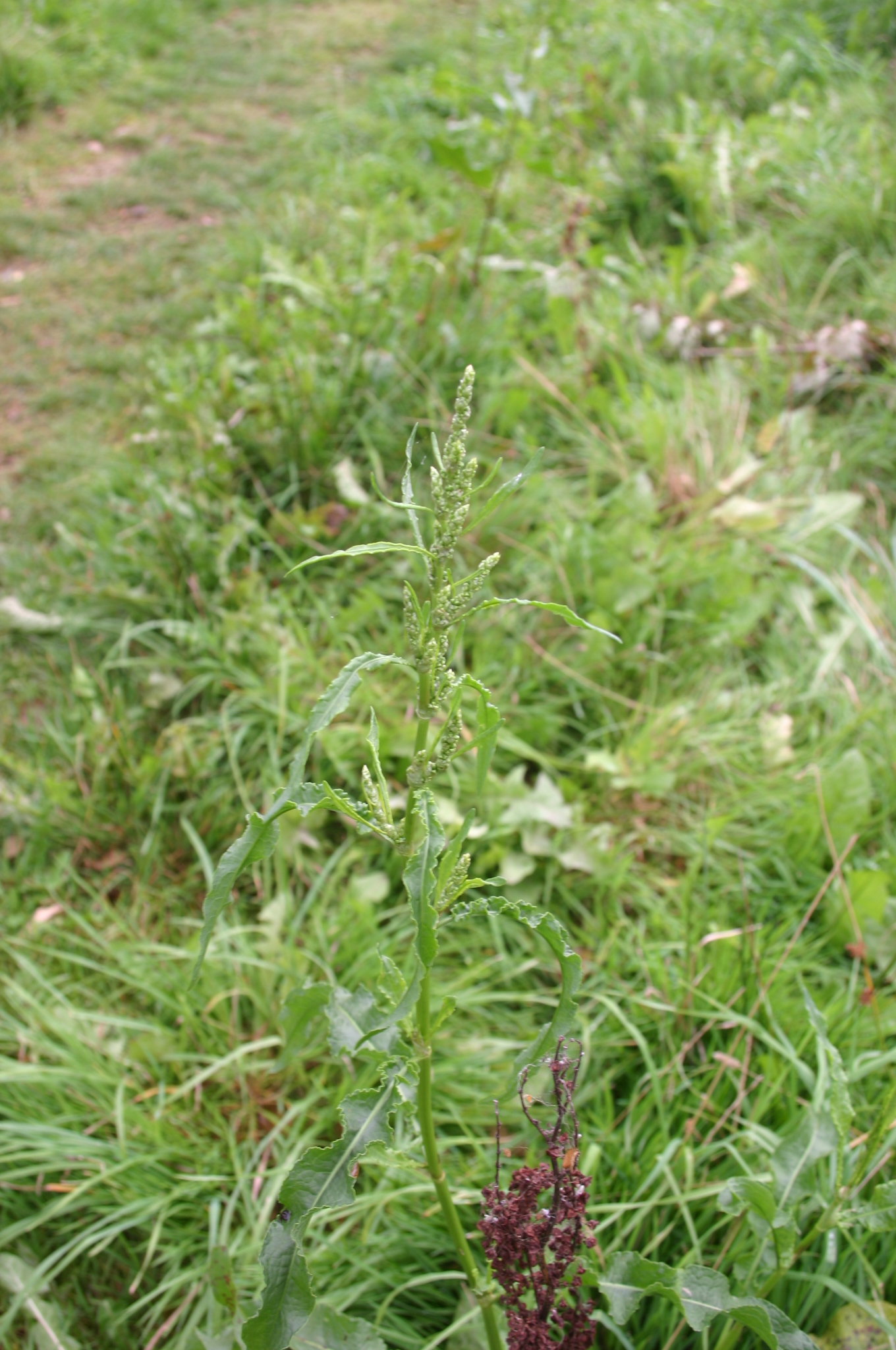
Gemüse-Ampfer (Rumex longifolius)

Kleiner Sauerampfer (Rumex acetosella)
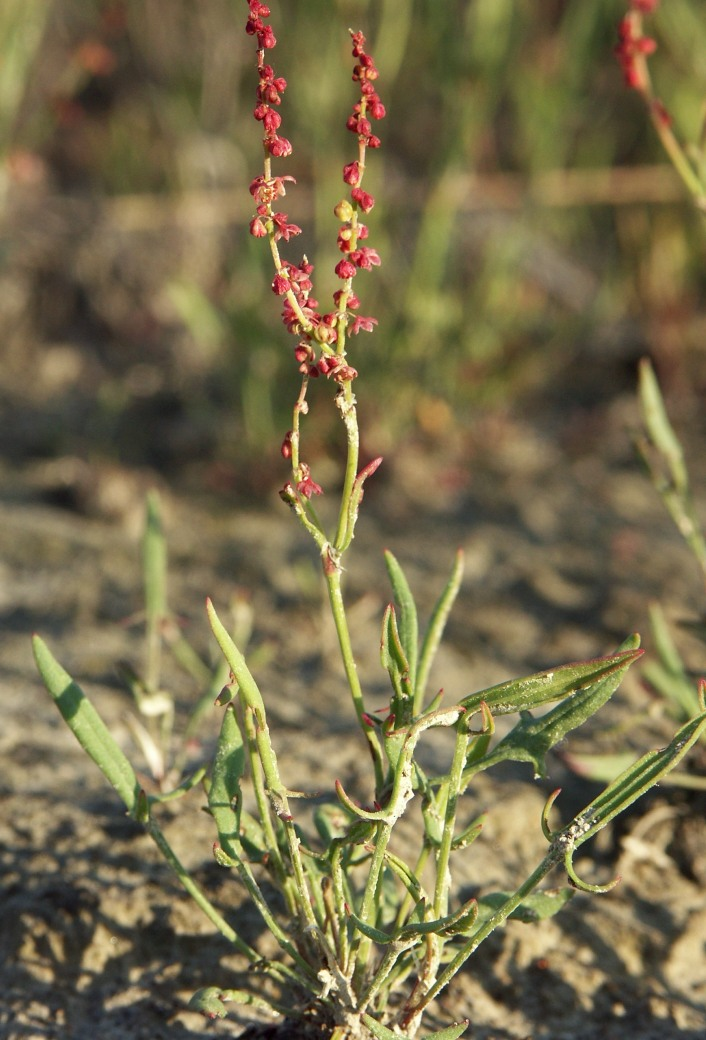
Kleiner Sauerampfer (Rumex acetosella)
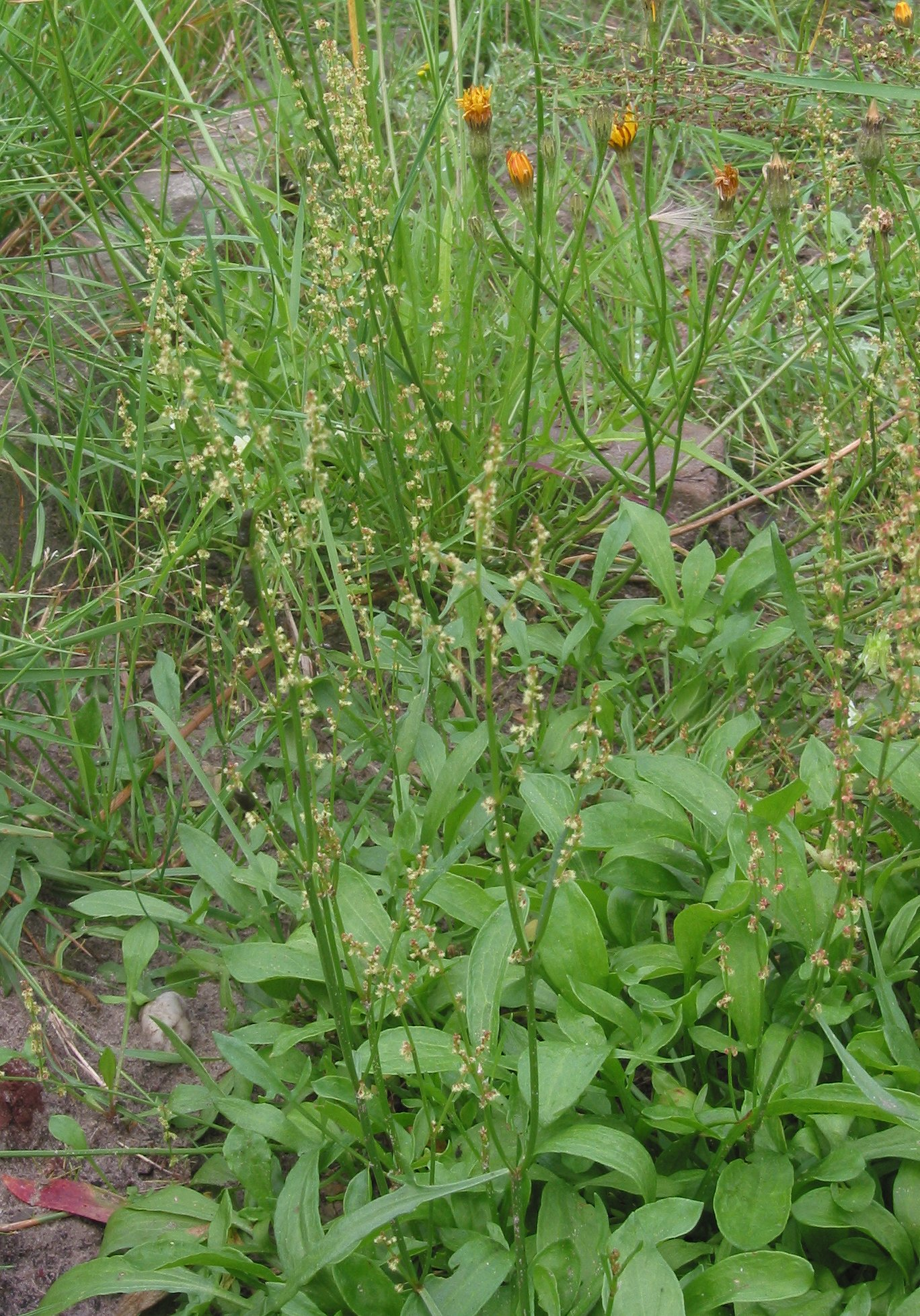
Kleiner Sauerampfer (Rumex acetosella)
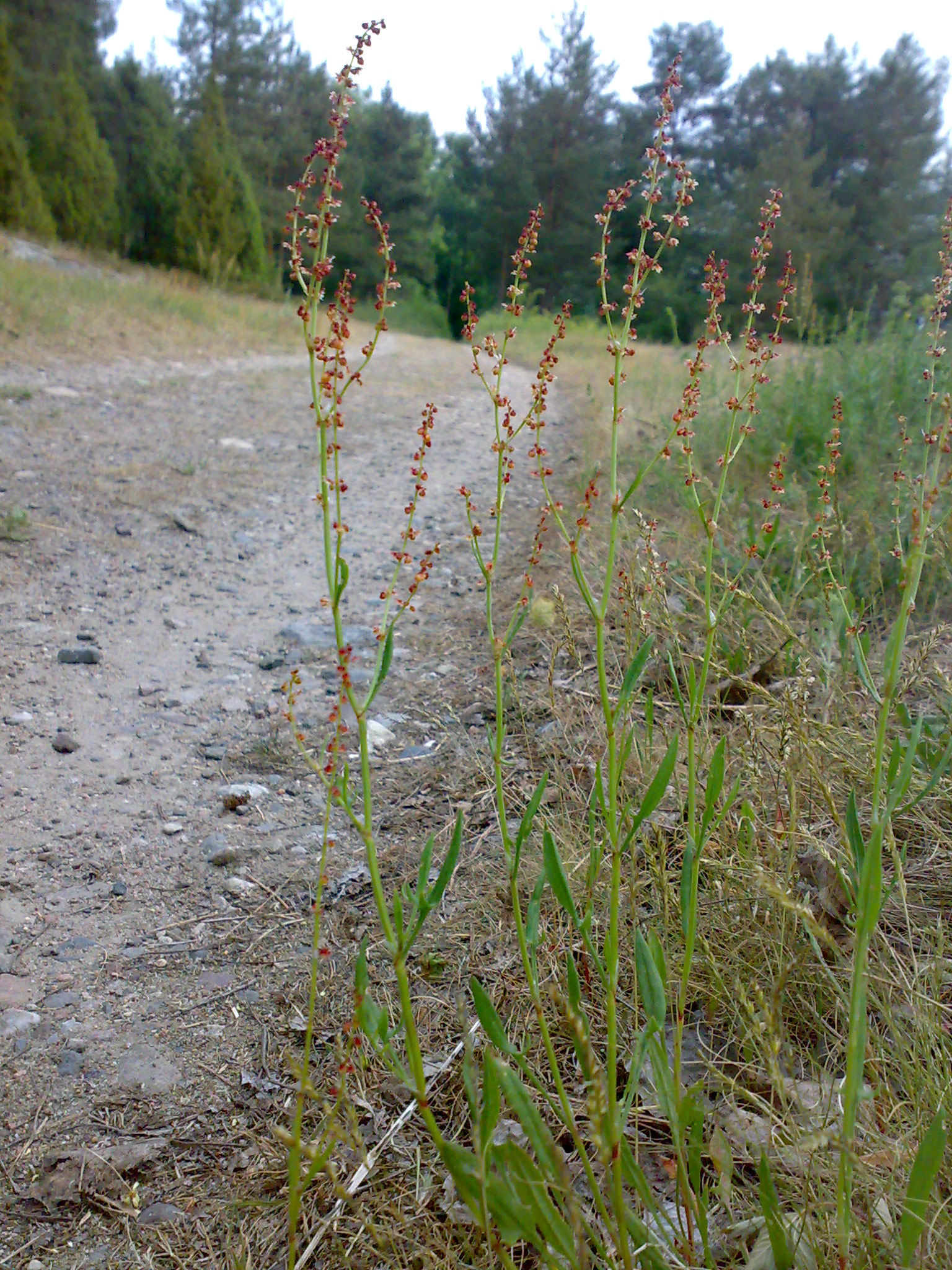
Kleiner Sauerampfer (Rumex acetosella)
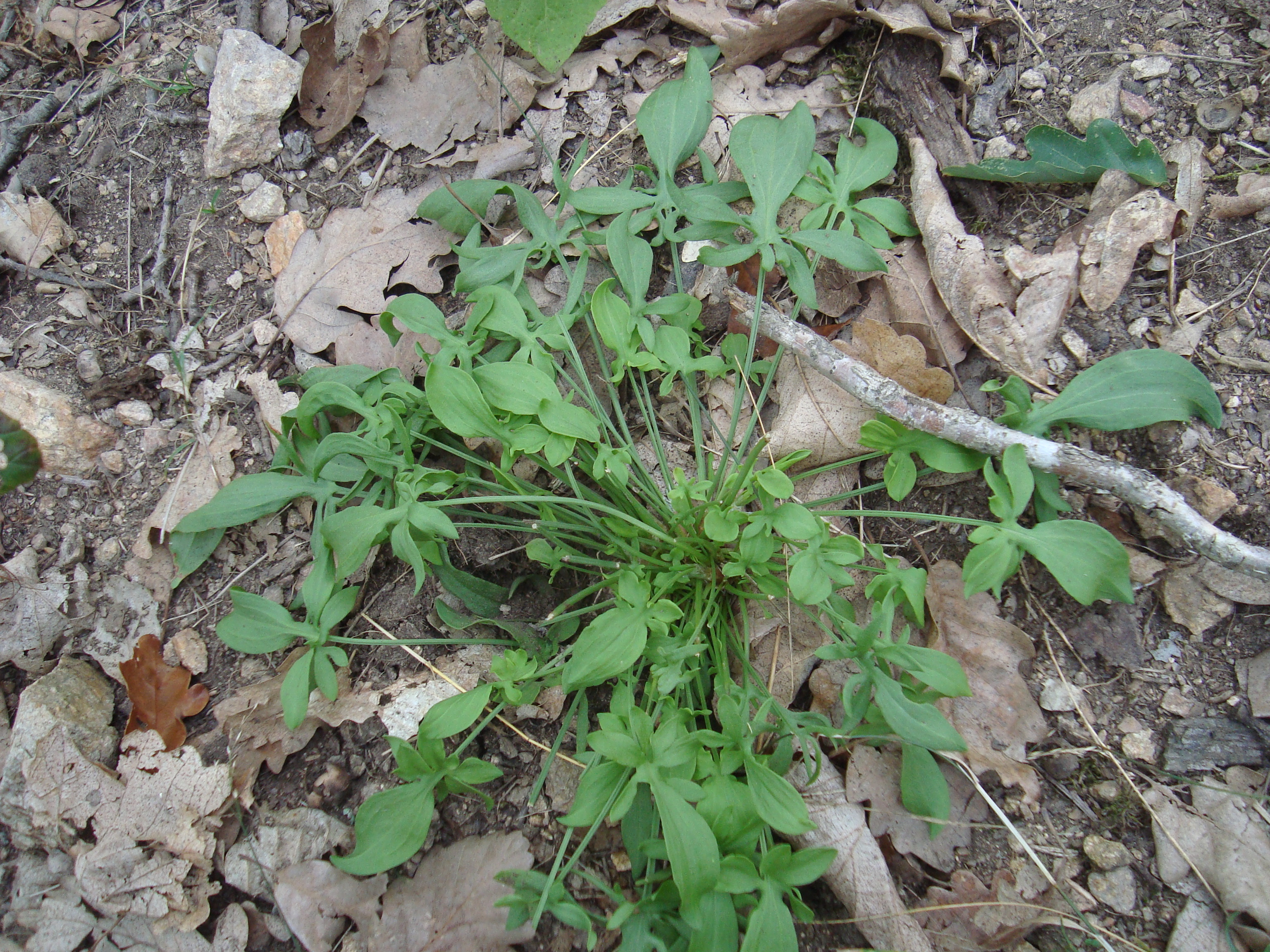
Kleiner Sauerampfer (Rumex acetosella)
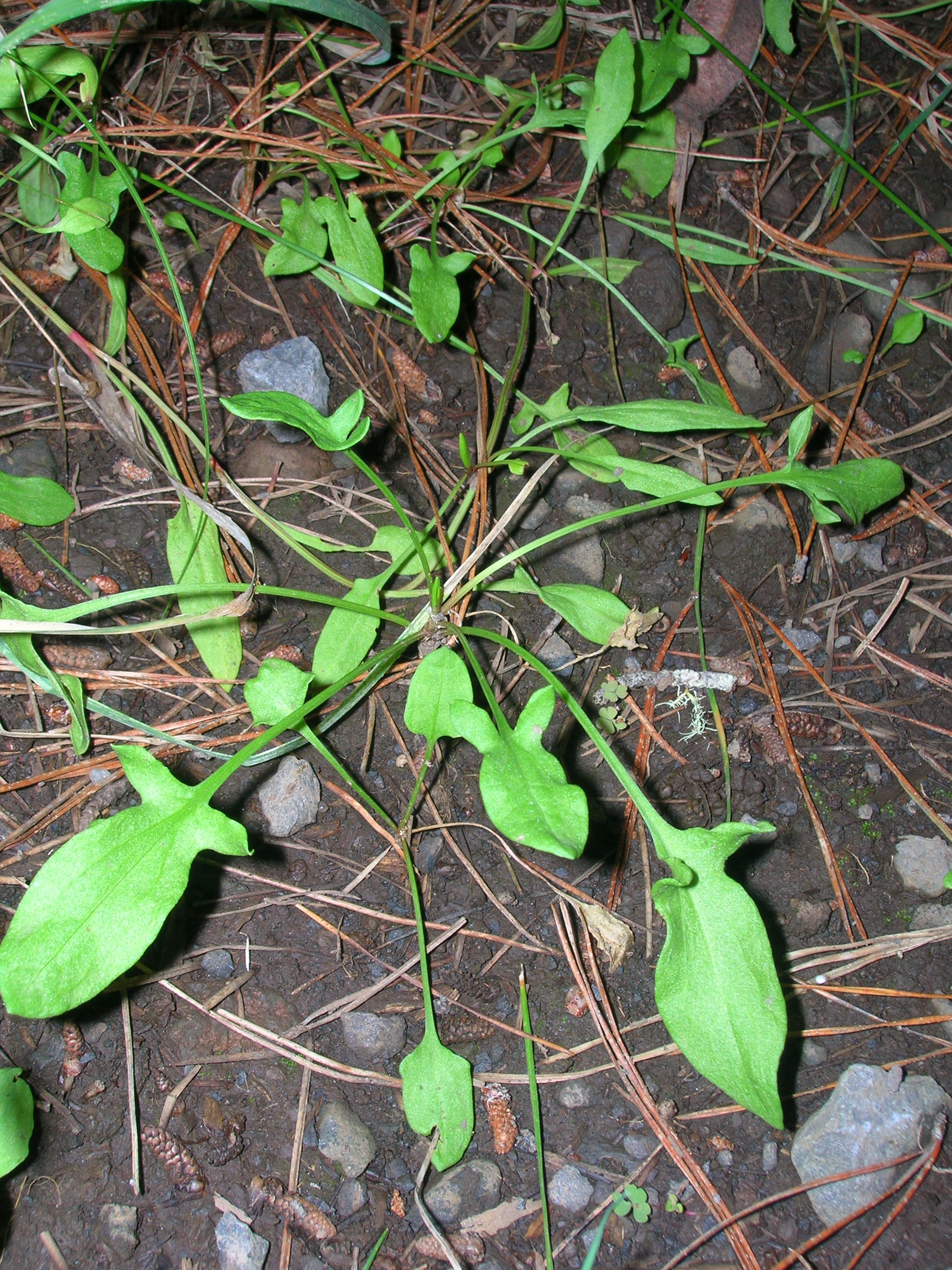
Kleiner Sauerampfer auf Hawaii (Rumex acetosella)

Wiesen-Sauerampfer (Rumex acetosa)
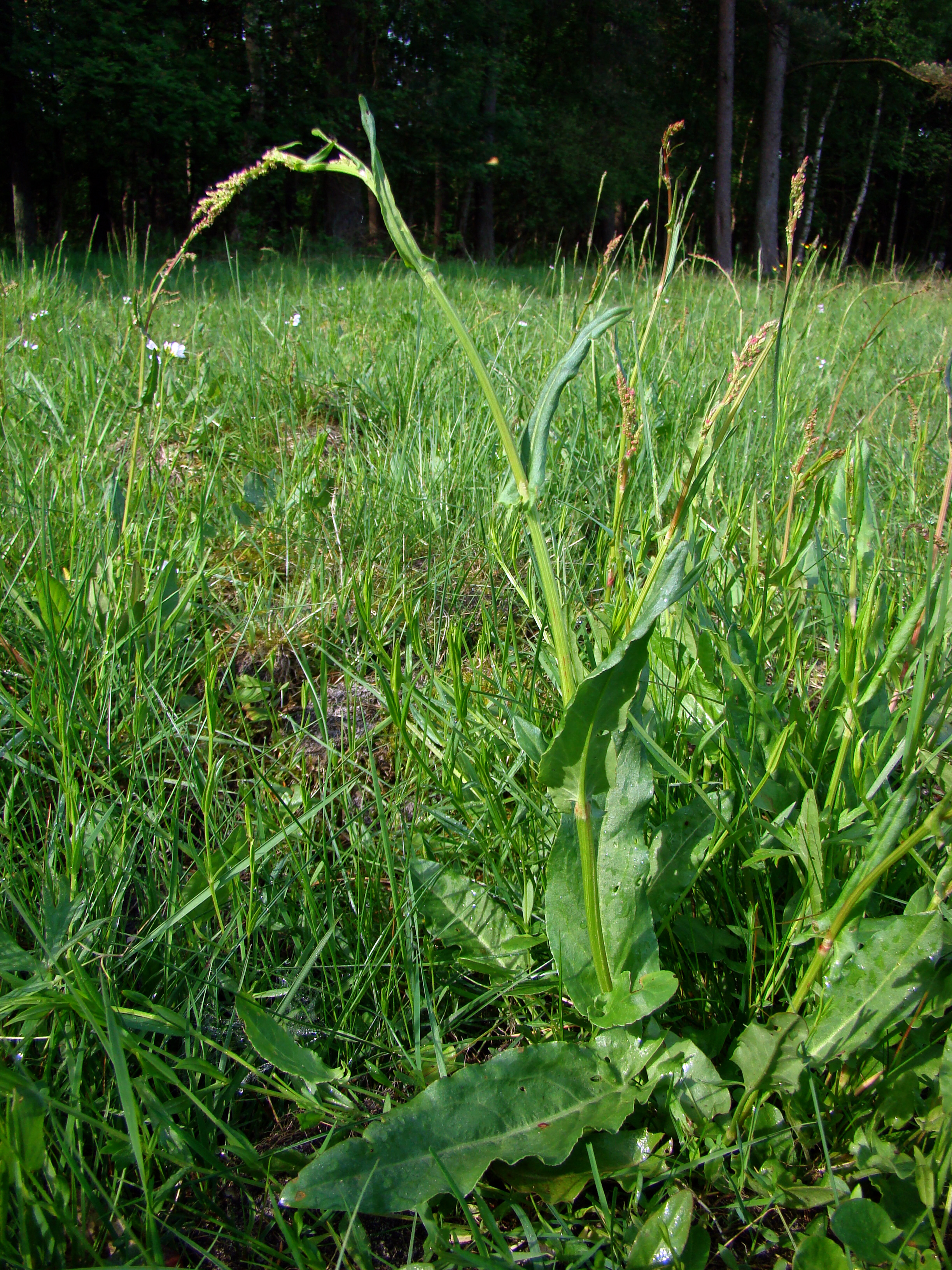
Sauerampfer (Rumex acetosa)
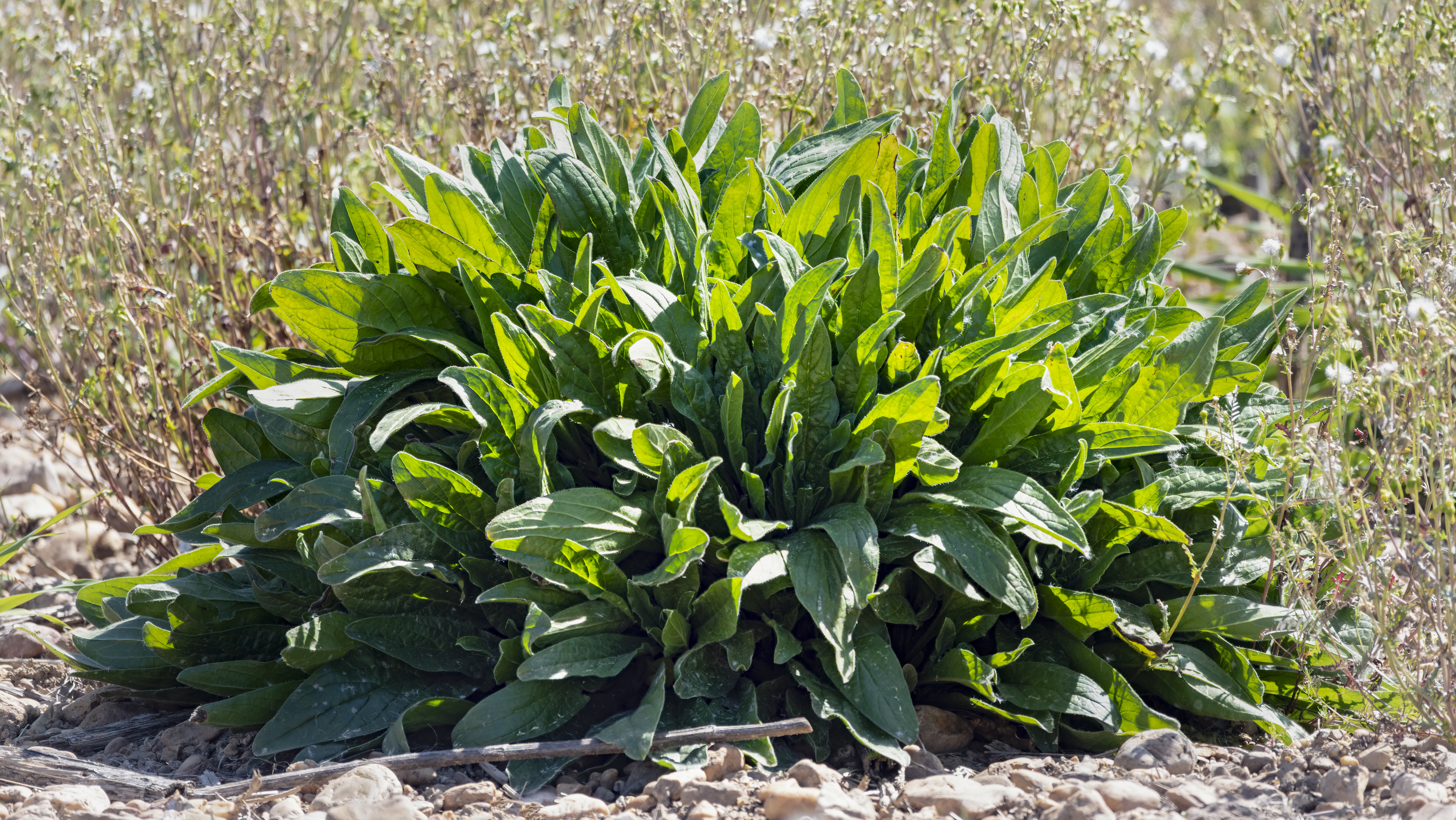
Sauerampfer (Rumex acetosa)
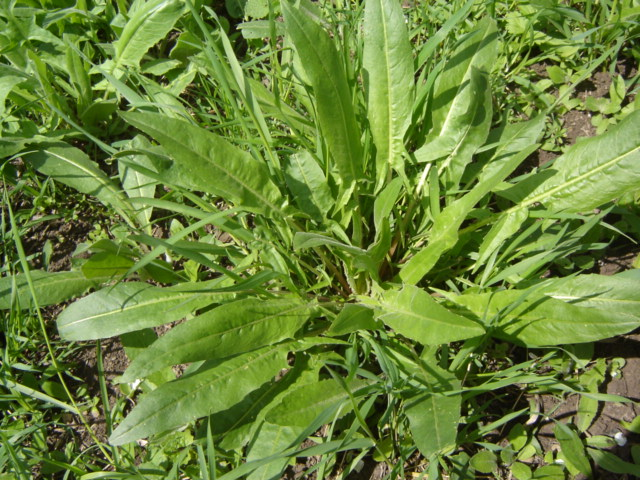
Sauerampfer (Rumex acetosa)
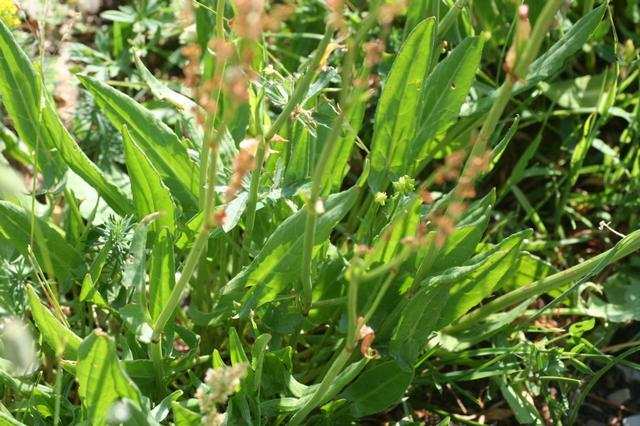
Junger Sauerampfer in Frankreich (Rumex acetosa)
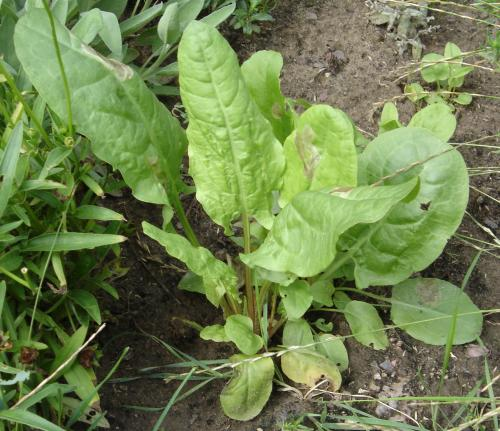
Sauerampfer Kultivar (Rumex acetosa)
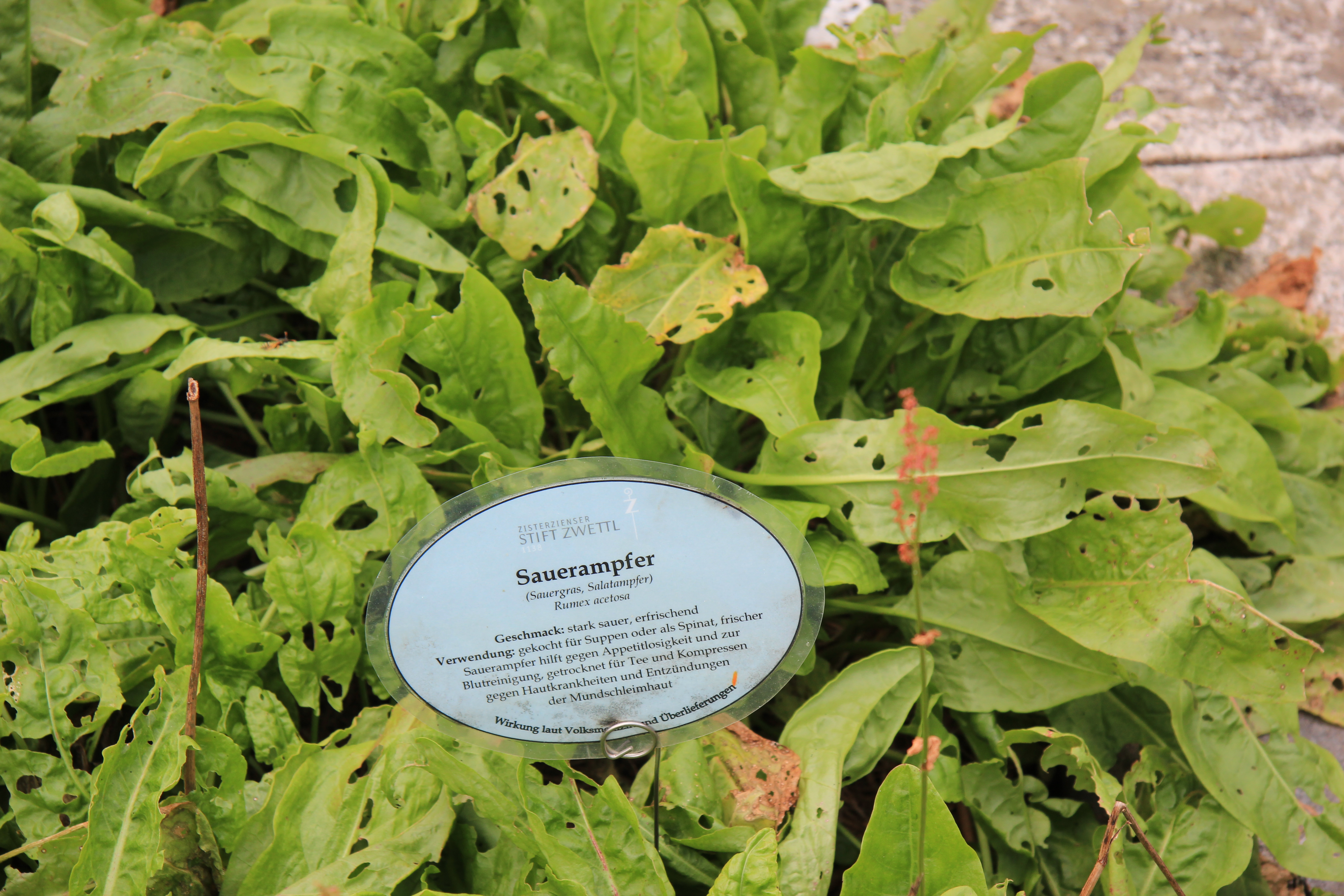
Sauerampfer Kultivar (Rumex acetosa)
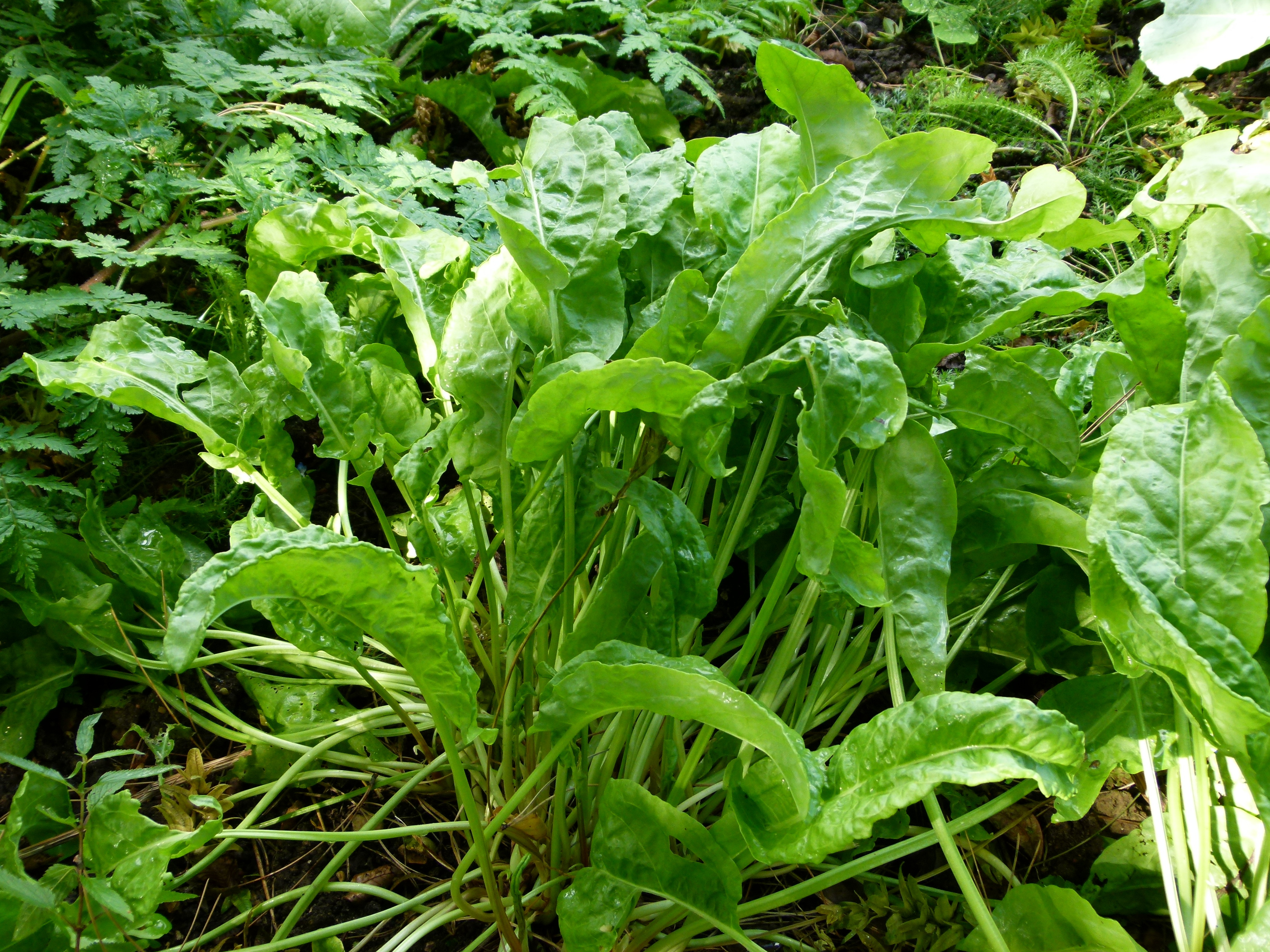
Sauerampfer Kultivar (Rumex acetosa)
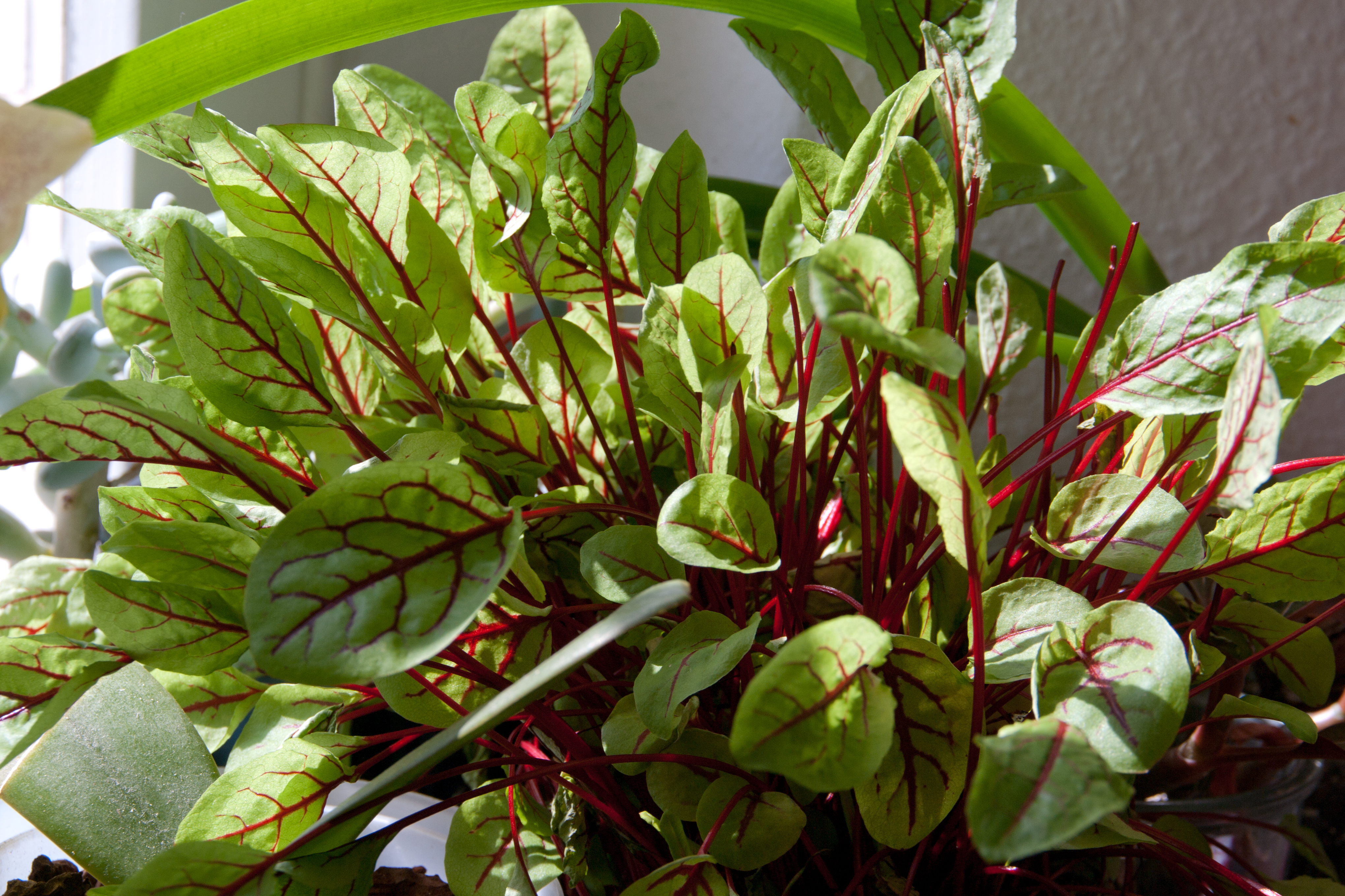
Sauerampfer Kultivar (Rumex acetosa)

Stumpfblättriger Ampfer (Rumex obtusifolius)
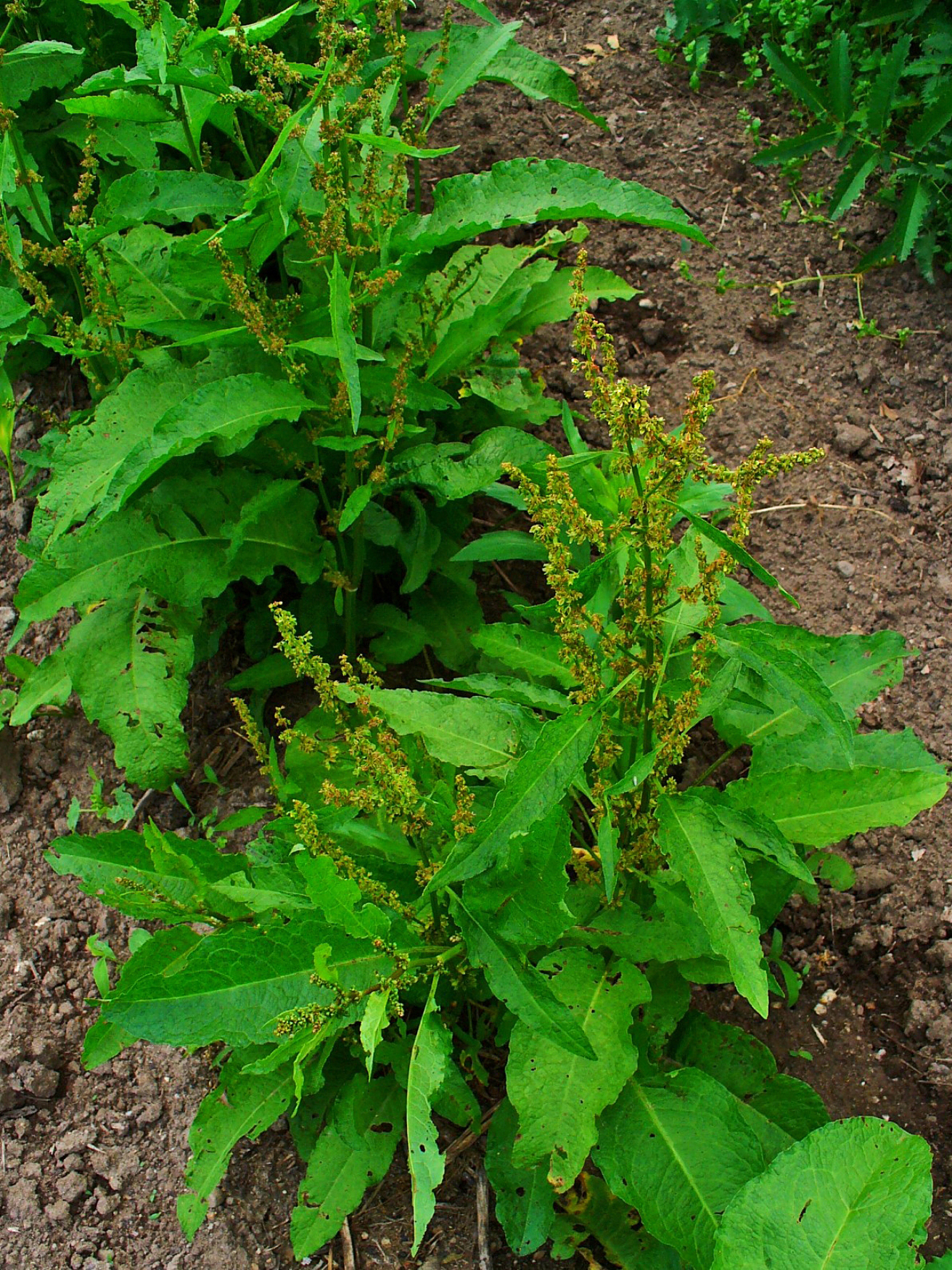
Stumpfblättriger Ampfer (Rumex obtusifolius)
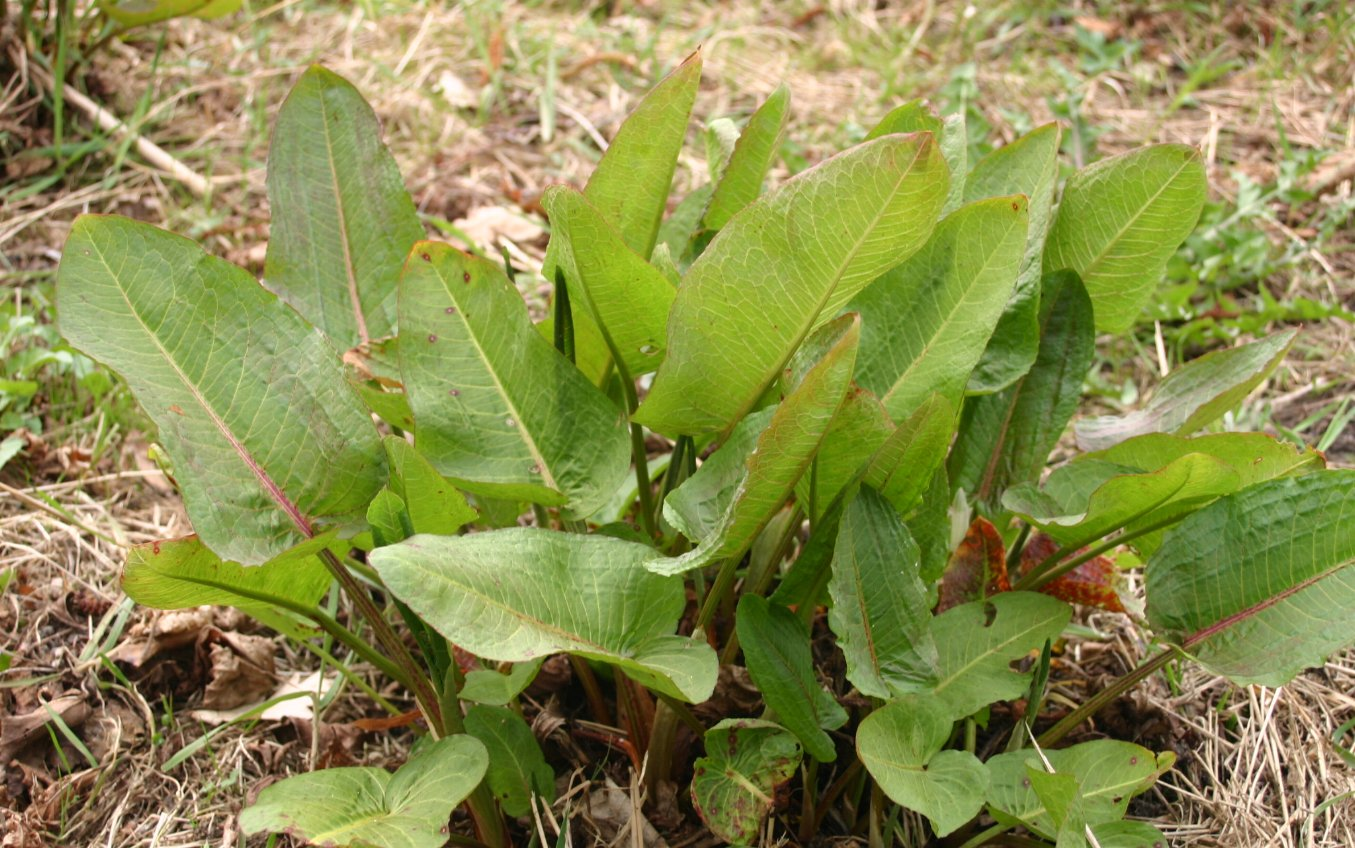
Stumpfblättriger Ampfer (Rumex obtusifolius)
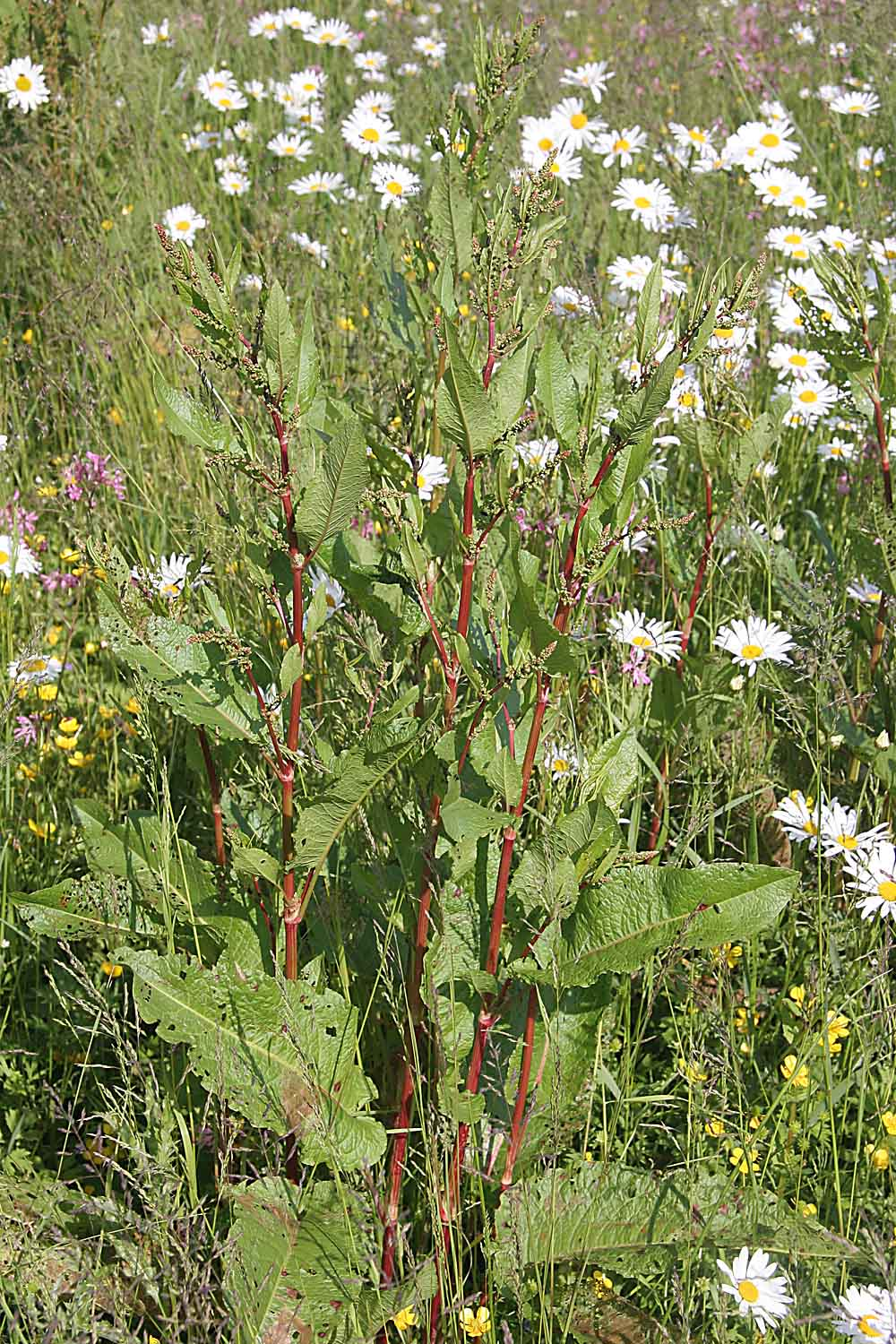
Stumpfblättriger Ampfer (Rumex obtusifolius)
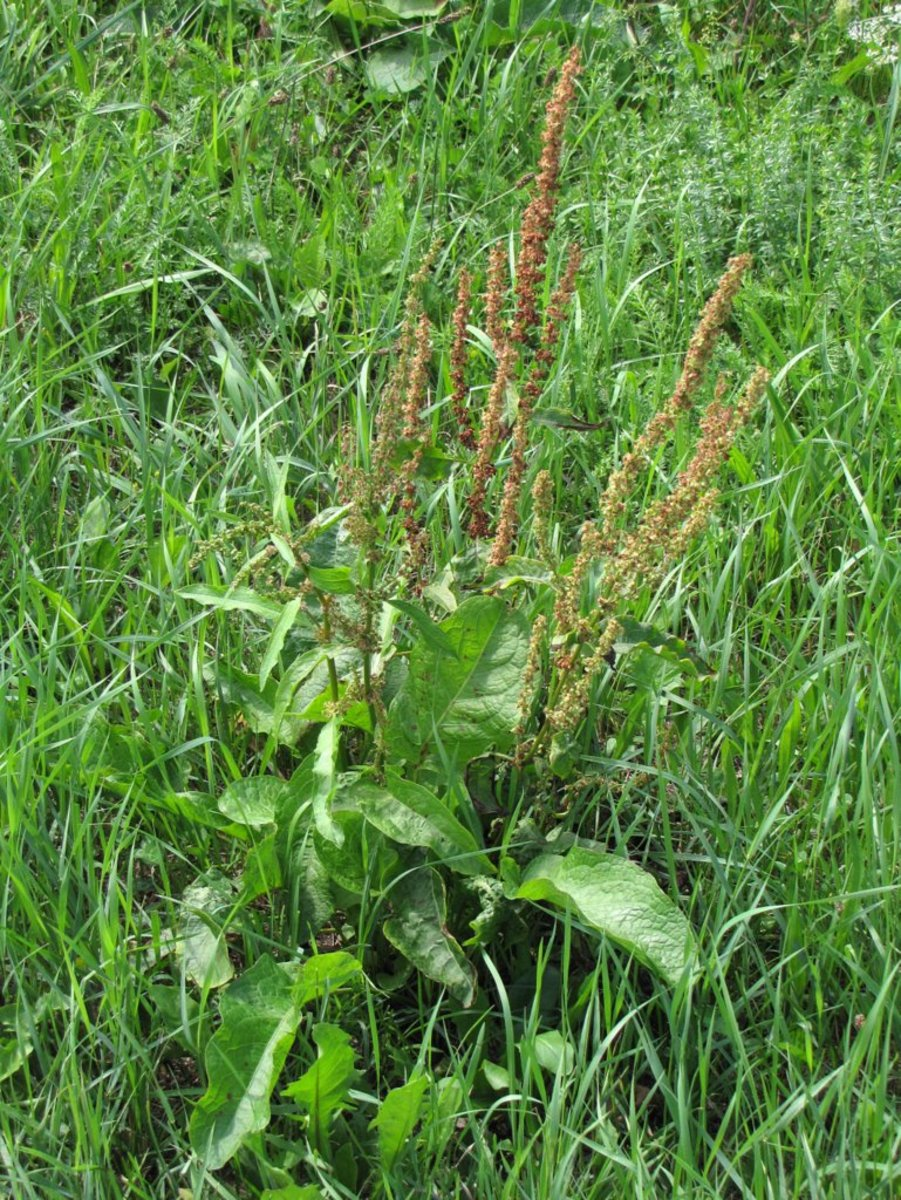
Stumpfblättriger Ampfer (Rumex obtusifolius)
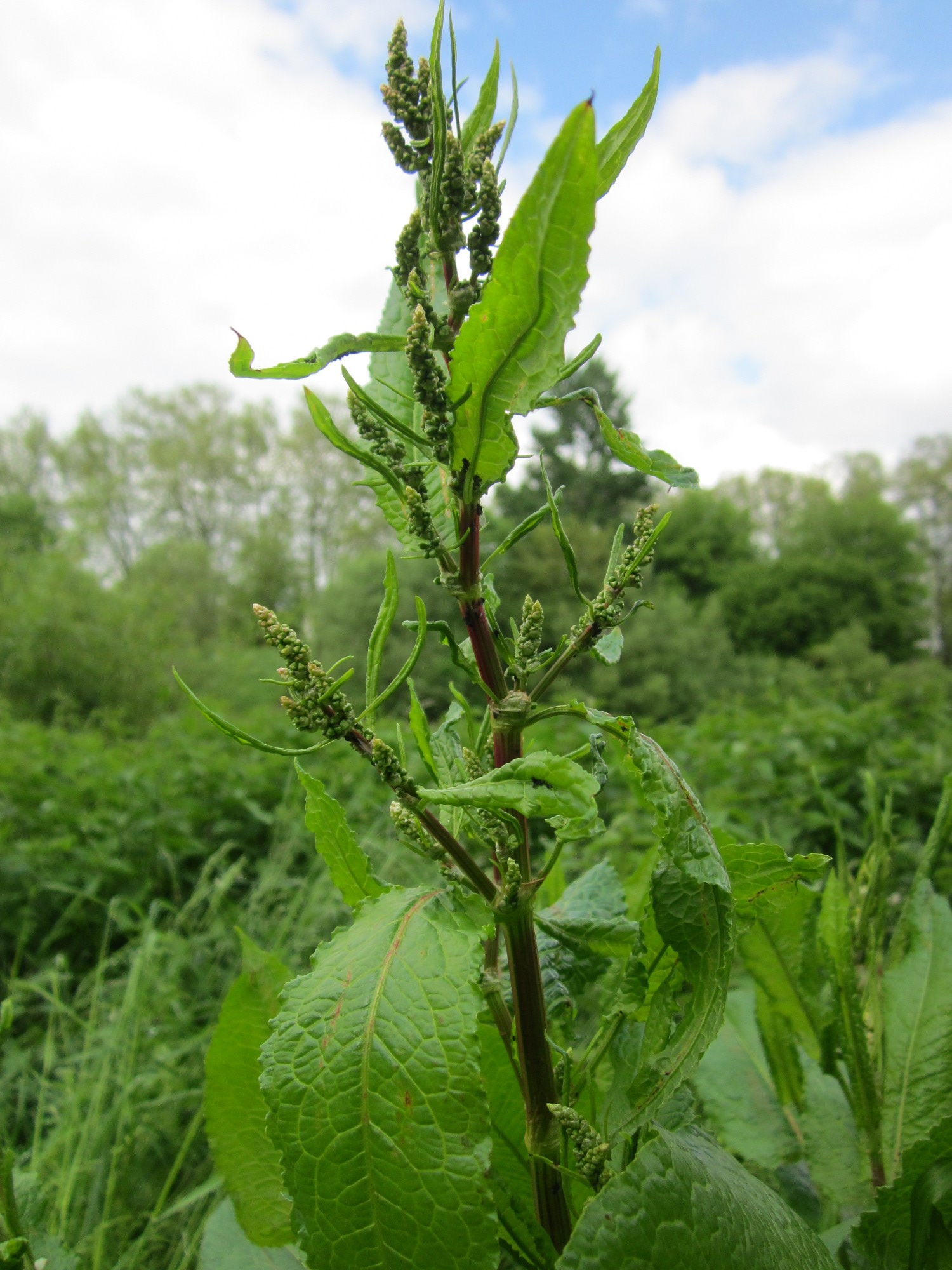
Stumpfblättriger Ampfer (Rumex obtusifolius)